# Kavango-Zambezi Transfrontier Conservation Area
Het Kavango-Zambezi Transfrontier Conservation Area is het op een na grootste beschermde natuurgebied en landschap in de wereld, verspreid over vijf landen in Zuidelijk Afrika. 
Het omvat een groot deel van de stroomgebieden van de Zambezi en Okavango (inclusief Okavangodelta), de Caprivistrook van Namibië, het zuidoosten van Angola, het zuidwesten van Zambia, noordelijke natuurgebieden van Botswana en het westen van Zimbabwe. Het midden van het gebied valt waar de Zambezi en Chobe bij elkaar komen op de plek waar de grenzen van Botswana, Namibië, Zambia en Zimbabwe elkaar ontmoeten. De regio huisvest ongeveer 250.000 dieren, waaronder de grootste populatie savanneolifanten ter wereld. 

## Geschiedenis
Het idee werd geïnitieerd door Shoshong Constituency Foundation en het Wereld Natuur Fonds. Het werd geïnspireerd door het Okavango-Upper Zambezi International Tourism Initiative en het Four Corners Transboundary Natural Resource Management. In 2003 kwamen de ministers verantwoordelijk voor toerisme in Angola, Botswana, Namibië, Zambia en Zimbabwe bijeen in Katima Mulilo, Namibië, over het project. In 2006 bekrachtigde de Southern African Development Community (SADC) het KAZA TFCA als een SADC-project en later in 2006 ondertekenden de vijf partnerlanden een memorandum van overeenstemming bij de Victoriawatervallen, Zimbabwe. De oprichting van het gebied werd bevestigd op 18 augustus 2011 door middel van een verdrag dat werd ondertekend door de regeringsleiders van de vijf deelnemende landen. De officiële opening van het gebied vond plaats op 15 maart 2012 in Katima Mulilo.
Financiële steun komt uit verschillende bronnen. Deze omvatten KfW Development Bank, de Duitse regering, de Wereldbank, Nederland en Zweden.
In 2014 werden in het hele gebied leeuwen onderzocht. In november 2014 introduceerden de regeringen van Zambia en Zimbabwe een gemeenschappelijk KAZA-visum, waardoor houders zich vrij over de grenzen binnen het natuurreservaat kunnen bewegen.

## Onderdelen
Het Kavango-Zambezi Transfrontier Conservation Area heeft een oppervlakte van 520.000 km², waarvan 17% in Angola, 30% in Botswana, 14% in Namibië, 25% in Zambia en 14% in Zimbabwe. 287.132 km² van het gebied bestaat uit al bestaande beschermde gebieden:

### Angola
- Nationaal park Luengue-Luiana
- Nationaal park Longa-Mavinga

### Botswana
- Moremi Game Reserve
- Nationaal park Chobe
- Nationaal park Makgadikgadi Pans
- Nationaal park Nxai Pan

### Namibië
- Nationaal park Bwabwata
- Nationaal park Khaudum
- Nationaal park Mangetti
- Nationaal park Mudumu
- Nationaal park Nkasa Rupara

### Zambia
- Nationaal park Kafue
- Nationaal park Liuwa Plain
- Nationaal park Mosi-oa-Tunya
- Nationaal park Sioma Ngwezi
- Nationaal park Lower Zambezi

### Zimbabwe
- Nationaal park Chizarira
- Nationaal park Hwange
- Nationaal park Kazuma Pan
- Nationaal park Mana Pools
- Nationaal park Matusadona
- Nationaal park Victoria Falls
- Nationaal park Zambezi